# Чэнь, Джулиус
Сэр Джу́лиус Чэнь (кит. трад. 陳仲民, пиньинь Chén Zhòngmín, палл. Чэнь Чжунми́нь, англ. Julius Chan; 29 августа 1939, Острова Танга, Новая Ирландия — 30 января 2025, Новая Ирландия) — политический и государственный деятель Папуа — Новой Гвинеи. Трижды занимал пост премьер-министра страны. Являлся членом парламента, представляя провинцию Новая Ирландия. С 2007 года был губернатором Новой Ирландии.

## Биография
Родился 29 августа 1939 года на островах Танга (провинция Новая Ирландия), в семье торговца, отец — китаец, мать — папуаска. Получил образование в католической школе одного из пригородов австралийского города Брисбен, а затем поступил в Университет Квинсленда. По возвращении на родину работал служащим в сбытовом кооперативе, затем основал собственное торговое предприятие в Рабауле (остров Новая Британия).
Стал принимать активное участие в политике в 1960-х годах. В 1970 году был одним из инициаторов создания Народной прогрессивной партии (НПП) и её лидером. В 1972 году был избран представителем округа Наматанаи провинции Новая Ирландия в Национальную ассамблею. Впоследствии был переизбран в 1977, 1982, 1987 и 1992 годах. Четыре раза становился заместителем премьер-министра Папуа — Новой Гвинеи (1976, 1985, 1986, 1992—1994) и дважды — министром финансов (1972—1977, 1992—1994). Кроме того, Чан занимал посты министра добывающей промышленности (1976) и министра иностранных дел и торговли (1994). В 1981 году стал рыцарем-командором Ордена Британской империи, и в следующем году назначен членом Тайного совета.
Впервые занял пост премьер-министра Папуа — Новой Гвинеи 11 марта 1980 года, сместив первого премьера страны, Майкла Сомаре. 2 августа 1982 года ушёл в отставку.
20 августа 1994 года вновь стал премьер-министром, заменив на посту Паяса Уингти. В 1997 году правительство Чана заключило многомиллионный контракт с наёмной организацией Sandline International, которая должна была вести военные действия против сепаратистских партизан на острове Бугенвиль. Это вызвало общественные протесты, а также десятидневный мятеж национальной армии, которая не получала жалование. 25 марта 1997 года во время судебного разбирательства, начавшегося 21 марта и вызвавшего уход из правительства пяти министров, парламент отклонил ходатайство об отставке Чана. Однако на следующий день, Чан и ещё двое министром приняли решение уйти с постов, в результате, и. о. премьер-министра до всеобщих выборов стал Джон Гихено. 2 июня 1997 года, незадолго до национальных выборов, Чан вернулся на пост премьер-министра. Однако на выборах он потерпел поражение, и 22 июля новым премьер-министром стал Уильям Скейт. До выборов июня—июля 2007 года, когда Чан выиграл в провинции Новая Ирландия, он не был членом парламента.
Во время переговоров в парламенте, последовавших за выборами 2007 года, Чан был номинирован на должность премьер-министра, как альтернатива Сомаре. Однако спикер парламента, Джеффри Нейп, отклонил кандидатуру Чана, и новым премьер-министром стал Сомаре.
В мае 2019 года его кандидатура рассматривалась на пост премьер-министра страны.
Джулиус Чэнь умер 30 января 2025 года в Хурисе, провинция Новая Ирландия, в возрасте 85 лет. Правительство Папуа — Новой Гвинеи объявило недельный национальный траур в связи с его смертью и заявило, что предоставит Чэну государственные похороны.